# Patrick Malandain
Patrick Malandain est un coureur d'ultrafond français né le 27 juillet 1960 à Montivilliers dans le département de la Seine-Maritime et la région Normandie.

## Biographie
Patrick Malandain est né en Normandie, à  Montivilliers le 27 juillet 1960.
Il commence la course à pied à l’âge de 30 ans avec ses premiers marathons, disputant ceux de New York et de Paris, pour se tourner dès 2007 vers les courses d’ultra-endurance. Il participe autant à des courses officielles (Course transaméricaine, entre Los Angeles et New York, la Mil'Kil…) qu’à ses propres défis (traversée de l’Europe, traversée de l’Australie…).
Ainsi, en 2009, il réalise une traversée de l'Europe entre Le Havre et Istanbul, soit 3 230 kilomètres en 53 jours, 5 heures et 10 minutes, traversant neuf pays (la France, l’Allemagne, la Tchéquie, l’Autriche, la Slovaquie, la Hongrie, la Roumanie, la Bulgarie et la Turquie). L'aventure est relayée par le magazine Jogging International.
En 2011, il traverse les États-Unis en participant à la Trans-America LA-NY FootRace, reliant Los Angeles à New York, soit 5 139 kilomètres en 70 jours. Il termine deuxième de l’épreuve malgré une fracture à la hanche.
En 2013, Patrick réussit la traversée de l’Australie de Sydney à Perth, établissant un nouveau record du monde de la traversée en 38 jours, 12 heures et 58 minutes pour une distance de 3 861 km, battant le précédent record de Achim Heukemes de 5 jours et 15 minutes.
En 2014, il participe à la Mil'Kil (1 000 kilomètres de France) et finit 1er en 8 jours 4 heures 13 minutes.
En 2016, avec son projet « La France pour continent », il accomplit une boucle de 10 000 km en 99 jours 4 heures 12 minutes, sans un seul jour de repos,, avec une moyenne quotidienne de 100,850 km parcourus, établissant un nouveau record du monde d’ultra-endurance, battant le précédent record de l’Australien Dave Alley de plus de 27 jours,.
En 2019, il réalise une double traversée transcontinentale : parti le 19 mai de New York, il rallie Los Angeles en 46 jours et 4 801 km, établissant le 3e record de traversée des États-Unis, puis prend le départ de Vancouver en direction de Halifax, soit 5 931 km en 56 jours, établissant le record de traversée du Canada. Durant ce périple, il aura parcouru la distance de 10 732 km en 102 jours 18 heures 43 minutes.
En 2021, il court 3 100 mi (4 989 km) du 14 juin au 3 août, sur une boucle urbaine de 0,577 mi (0,93 km) en 50 jours, 11 heures et 24 minutes, soit 5318 tours. Il réalise ce défi en France à Montivilliers dans la banlieue du Havre et devient le premier coureur Français à réaliser une telle performance,. Sa course est calquée sur la Self-transcendence 3100 Mile Race qui se déroule à New York, dans les mêmes conditions et les mêmes règles.
Il est par ailleurs organisateur de la course « Les 6 heures de Montivilliers ».

## Records Personnels

### Courses distance et horaires
Statistiques ultra de Patrick Malandain d'après la Deutsche Ultramarathon-Vereinigung (DUV) :
- 100 km route : 10 h 26 min 39 s aux 100 km du Spiridon Catalan en 2007
- 6 heures route : 63,316 km aux 6 h de Gravigny en 2015
- 12 heures salle : 101,360 km aux 48 h Ultra Indoor Normand en 2010 (12 h split)
- 24 heures route : 178,974 km aux 24 h de Rennes en  2011
- 48 heures salle : 274,900 km  aux 48 h Ultra Indoor Normand en 2010
- 6 jours route : 740,881 km aux 6 j de France en 2016

### Courses à étapes et point à point (sans jours de repos)
- 2013 : Trans Australia, Sydney – Perth 3 861 km en 38 jours 12 heures 58 minutes, moyenne journalière de 100,177 km (Record du monde)[17].
- 2014 : 1er de la Mil'Kil ou les 1 000 km de France : 8 jours 4 heures 13 minutes.
- 2016 : La France pour continent, 10 000 km en 99 jours 4 heures 12 minutes, moyenne journalière de 100,850 km (Record du monde)[18].